# Geronimo dos Santos
Geronimo "Mondragon" dos Santos (Feira de Santana, Bahia, 18 de agosto de 1980) é um lutador de MMA Profissional que atualmente luta pela categoria Peso Pesado.

## Carreira profissional
Mondragon tem um cartel de no total 46 Lutas,32 Vitórias e 14 Derrotas, 21 Vitórias por Nocaute/Nocaute Técnico,9 por Finalização,1 por Decisão e 1 por Desqualificação,6 Derrotas por Nocaute/Nocaute Técnico, 6 por Finalização,1 por Decisão e 1 por Desqualificação.

### Jungle Fight
Mondragon fez sua estreia no Jungle Fight no dia 19 de setembro de 2009 no Jungle Fight 15, lutou contra Afranio Silva e ganhou por finalização. Jungle Fight 16 Mondragon lutou contra Assuerio Silva e ganhou por Nocaute técnico. Jungle Fight 17 Mondragon lutou contra Edson Franca mas não teve muito sucesso e perdeu por Finalização.

### Mr. Cage
Mondragon lutou no Mr. Cage 4 contra Zuluzinho e ganhou por nocaute e ganhou o cinturão do Mr. Cage. No Mr. Cage 5 Geronimo lutou contra Leopoldo Montenegro e ganhou por nocaute após dar uma sequência de socos em Leopoldo, e defendeu o cinturão do Mr. Cage. Mr. Cage 6 Mondragon lutou contra Antonio Mendes e ganhou também por nocaute e defendeu novamente o cinturão do Mr. Cage.

### Impact FC
Geronimo dos Santos Lutou no Impact FC 1 - The Uprising: Brisbane contra o lutador americano Josh Barnett mas perdeu por Nocaute Técnico após tomar varios socos no ground and pound.

### Ultimate Fighting Championship
Geronimo foi contratado para fazer sua estreia no UFC contra o também brasileiro Gabriel Gonzaga no dia 13 de outubro de 2012 no UFC 153,mas em um exame de sangue mostrou que Mondragon tinha Hepatite B e Mondragon foi tirado do Card.
Dois anos após assinar com o UFC, Mondragon ainda não havia sido liberado pela NSAC para voltar a competir, Mondragon se recuperou de sua hepatite B mas a comissão alegava que sua imunidade estava baixa. Sendo assim Mondragon pediu pra ser liberado do seu contrato com o UFC.

### Coalizão Fight 3
Mondragon voltou a lutar depois de mais de 2 anos no Coalizão Fight 3, e nocauteou Diogo Bebezão em apenas 31 segundos, alcançando a 12º vitória consecutiva, após a luta Mondragon disse que vai chegar no nível de imunidade que o UFC exige e assim poderá voltar a organização.

## Roraima Show Fight 13
Mondragon lutou no Roraime Show Fight contra o ex-lutador brasileiro do Bellator Thiago Santos (lutador)

## Cartel no MMA
| Cartel no MMA       |             |             |
| 50 lutas            | 35 vitórias | 15 derrotas |
| Por nocaute         | 24          | 7           |
| Por finalização     | 9           | 6           |
| Por decisão         | 1           | 1           |
| Por desqualificação | 1           | 1           |

| Res.    | Cartel | Oponente             | Método                                      | Evento                           | Data                    | Round | Tempo | Local                              | Notas                                        |
| ------- | ------ | -------------------- | ------------------------------------------- | -------------------------------- | ----------------------- | ----- | ----- | ---------------------------------- | -------------------------------------------- |
| Derrota | 35-15  | Rodrigo Nocaute      | Nocaute (Socos)                             | Coalizão Fight 4                 | 13 de novembro de 2014  | 1     | 2:59  | Benevides, Pará, Brasil            |                                              |
| Vitória | 35-14  | Thiago Santos        | Nocaute (Socos)                             | Roraima Show Fight 13            | 09 de novembro de 2014  | 1     | 2:53  | Boa Vista, Roraima, Brasil         |                                              |
| Vitória | 34-14  | Diogo Bebezão        | Nocaute Técnico (Socos)                     | Coalizão Fight 3                 | 4 de setembro de 2014   | 1     | 0:31  | Belém, Pará, Brasil                |                                              |
| Vitória | 33-14  | Márcio Luis          | Nocaute (Socos)                             | Rondônia Show Fight              | 30 de junho de 2012     | 1     | 1:15  | Porto Velho, Rondônia, Brasil      |                                              |
| Vitória | 32-14  | Eduardo Maiorino     | Nocaute (Socos)                             | Max Fight 13                     | 13 de maio de 2012      | 1     | 0:50  | São Paulo-SP, Brasil               | Ganhou o cinturão Peso-Pesado do Max Fight.  |
| Vitória | 31-14  | Rodrigo da Silva     | Nocaute (Socos)                             | Max Fight 11                     | 14 de março de 2012     | 1     | 0:58  | Campinas, São Paulo,Brasil         |                                              |
| Vitória | 30-14  | William Baldutte     | Finalização (Socos)                         | Face to Face 5                   | 18 de dezembro de 2011  | 1     | 4:48  | Macaé, Rio de Janeiro, Brasil      |                                              |
| Vitória | 29-14  | Elivelton Jose Ramos | Decisão (Dividida)                          | Golden Fight 3                   | 03 de dezembro de 2011  | 3     | 5:00  | Macapá, Amapá, Brasil              |                                              |
| Vitória | 28-14  | Antonio Mendes       | Nocaute (Socos)                             | Mr. Cage 6                       | 30 de setembro de 2011  | 1     | 2:46  | Manaus, Amazonas, Brasil           | Defendeu o cinturão Peso-Pesado do Mr. Cage. |
| Vitória | 27-14  | Adilson Ferreira Jr. | Nocaute (Soco)                              | Desafio de Gigantes 11           | 11 de setembro de 2011  | 2     | 1:45  | Macapá, Amapá, Brasil              |                                              |
| Vitória | 26-14  | Washington Ferreira  | Nocaute Técnico (Socos)                     | Iron Man Championship 11         | 18 de agosto de 2011    | 1     | 1:22  | Belém, Pará, Brasil                |                                              |
| Vitória | 25-14  | Leandro Demolidor    | Nocaute Técnico (Socos)                     | Roraima Show Fight 7             | 14 de agosto de 2011    | 1     | 3:44  | Boa Vista, Roraima, Brasil         |                                              |
| Vitória | 24-14  | Aldenor Coimbra      | Finalização (Kimura)                        | Iron Man Championship 10         | 21 de julho de 2011     | 1     | N/A   | Salinópolis, Pará, Brasil          |                                              |
| Vitória | 23-14  | Leopoldo Montenegro  | Nocaute (Socos)                             | Mr. Cage 5                       | 29 de abril de 2011     | 1     | 3:19  | Manaus, Amazonas, Brasil           | Defendeu o cinturão Peso-Pesado do Mr. Cage. |
| Derrota | 22-14  | Dirlei Broenstrup    | Nocaute Técnico (Retirado)                  | Iron Man Championships 9         | 31 de março de 2011     | 2     | 4:15  | Belém, Pará, Brasil                |                                              |
| Vitória | 22-13  | Simão Melo da Silva  | Nocaute (Socos)                             | WCC - W-Combat                   | 19 de fevereiro de 2011 | 1     | 2:04  | Macapá, Amapá, Brasil              |                                              |
| Vitória | 21-13  | Jose Ezequiel Lopes  | Finalização (Mata-Leão)                     | Iron Man Championship 8          | 16 de dezembro de 2010  | 2     | N/A   | Belém, Pará, Brasil                |                                              |
| Derrota | 20-13  | Ednaldo Oliveira     | Nocaute Técnico (Não voltou pro 2º round)   | WFE 8 - Platinum                 | 15 de dezembro de 2010  | 1     | 5:00  | Salvador, Bahia, Brasil            |                                              |
| Vitória | 20-12  | Wagner Martins       | Nocaute Técnico (Socos)                     | Mr. Cage 4                       | 30 de novembro de 2010  | 1     | N/A   | Manaus, Amazonas, Brasil           | Ganhou o Cinturão do Mr. Cage.               |
| Vitória | 19-12  | Thiago Kioto         | Finalização (Mata-Leão)                     | Iron Man Championships 7         | 07 de outubro de 2010   | 1     | 2:12  | Belém, Pará, Brasil                |                                              |
| Derrota | 18-12  | Josh Barnett         | Nocaute Técnico (Socos)                     | Impact FC 1                      | 10 de julho de 2010     | 1     | 2:35  | Brisbane, Austrália                |                                              |
| Derrota | 18-11  | Andre Mussi          | Decisão (Dividida)                          | Euclides Fight                   | 12 de junho de 2010     | 3     | 5:00  | Euclides da Cunha, Bahia, Brasil   |                                              |
| Vitória | 18-10  | Fabio Jamantha       | Nocaute (Socos)                             | Combat Fight                     | 21 de maio de 2010      | 1     | N/A   | Carolina Cidade, Maranhão, Brasil  |                                              |
| Derrota | 17-10  | Thiago Santos        | Nocaute (Socos)                             | Amazon Fight 3                   | 13 de maio de 2010      | 1     | 3:35  | Belém, Pará, Brasil                |                                              |
| Derrota | 17-9   | Edson Franca         | Finalização (Lesão Abdominal)               | Jungle Fight 17                  | 27 de fevereiro de 2010 | 2     | 3:37  | Vila Velha, Espírito Santo, Brasil |                                              |
| Vitória | 17-8   | Fabio Monstro        | Finalização (Americana)                     | Midway Fight                     | 18 de dezembro de 2009  | 1     | 2:08  | Castanhal, Pará, Brasil            |                                              |
| Derrota | 16-8   | Guilherme do Anjos   | Desqualificação (Socos após acabar o round) | Amazon Fight                     | 10 de dezembro de 2009  | 1     | 5:00  | Belém, Pará, Brasil                |                                              |
| Vitória | 16-7   | Douglas Humberto     | Finalização (Estrangulamento Anaconda)      | FC - Fusion Combat 2             | 08 de novembro de 2009  | 1     | N/A   | Boa Vista, Roraima, Brasil         |                                              |
| Vitória | 15-7   | Assuerio Silva       | Nocaute (Socos)                             | Jungle Fight 16                  | 17 de outubro de 2009   | 1     | 1:01  | Rio de Janeiro-RJ, Brasil          |                                              |
| Vitória | 14-7   | Afranio de Sousa     | Finalização (Socos)                         | Jungle Fight 15                  | 19 de setembro de 2009  | 2     | 2:48  | São Paulo-SP, Brasil               |                                              |
| Vitória | 13-7   | Ildemar Marajó       | Nocaute Técnico (Socos)                     | Hiro Belem                       | 21 de abril de 2009     | 2     | N/A   | Belém, Pará, Brasil                |                                              |
| Vitória | 12-7   | Jefferson Nascimento | Nocaute Técnico (Jogou a toalha)            | Naja Super Fight                 | 04 de janeiro de 2009   | 2     | 0:00  | Salinópolis, Pará, Brasil          |                                              |
| Vitória | 11-7   | Wagner Martins       | Nocaute (Soco)                              | Fusion Combat                    | 14 de dezembro de 2008  | 2     | 0:22  | Boa Vista, Roraima, Brasil         |                                              |
| Vitória | 10-7   | Norberto Santos      | Nocaute Técnico (Socos)                     | Super Fight Belem                | 06 de novembro de 2008  | 1     | 3:00  | Belém, Pará, Brasil                |                                              |
| Derrota | 9-7    | Ricardo Amorim       | Nocaute (Socos)                             | King of Fighters                 | 02 de outubro de 2008   | 1     | N/A   | Barcarena, Pará, Brasil            |                                              |
| Vitória | 9-6    | Walter da Silva      | Nocaute Técnico (Socos)                     | Midway Fight                     | 26 de junho de 2008     | 2     | N/A   | Belém, Pará, Brasil                |                                              |
| Derrota | 8-6    | Junior dos Santos    | Nocaute Técnico (Interrupção médica)        | Demo Fight 3                     | 24 de maio de 2008      | 1     | 0:57  | Salvador, Bahia, Brasil            |                                              |
| Vitória | 8-5    | Edson Ramos          | Finalização (Guilhotina)                    | Roraima Show Fight 3             | 06 de abril de 2008     | N/A   | N/A   | Roraima, Brasil                    |                                              |
| Derrota | 7-5    | Angelo Aruajo        | Finalização (Mata-Leão)                     | Ilha Combat                      | 09 de março de 2008     | 1     | 4:25  | São Luís, Maranhão, Brasil         |                                              |
| Derrota | 7-4    | Guilherme dos Anjos  | Nocaute Técnico (Socos)                     | Desafio de Gigantes 9            | 02 de março de 2008     | 1     | N/A   | Macapá, Amapá, Brasil              |                                              |
| Vitória | 7-3    | Francimar Barroso    | Nocaute Técnico (Socos)                     | Amazon Challenge 2               | 01 de março de 2008     | 1     | 4:00  | Manaus, Amazonas, Brasil           |                                              |
| Vitória | 6-3    | Sandro Pitbull       | Nocaute                                     | Roraima Show Fight 2             | 09 de dezembro de 2007  | 2     | N/A   | Boa Vista, Roraima, Brasil         |                                              |
| Vitória | 5-3    | Junior Eladio        | Finalização                                 | Dynamite Fighting Championship   | 29 de novembro de 2007  | 1     | N/A   | Belém, Pará, Brasil                |                                              |
| Vitória | 4-3    | William Mattos       | Nocaute                                     | Nutripower Fighting Championship | 18 de agosto de 2007    | 1     | N/A   | Belém, Pará, Brasil                |                                              |
| Vitória | 3-3    | Borracha Borracha    | Nocaute Técnico                             | Roraima Show Fight 1             | 05 de agosto de 2007    | 1     | N/A   | Roraima, Brasil                    |                                              |
| Vitória | 2-3    | Borracha Borracha    | Nocaute Técnico (Socos)                     | Mega Champions                   | 31 de maio de 2007      | 1     | N/A   | Belém, Pará, Brasil                |                                              |
| Derrota | 1-3    | Walter da Silva      | Finalização                                 | Midway Fight                     | 14 de dezembro de 2006  | 2     | N/A   | Belém, Pará, Brasil                |                                              |
| Vitória | 1-2    | Sidney Santos        | Desqualificação                             | Clube da Luta 5                  | 28 de maio de 2006      | 1     | 4:25  | Salvador, Bahia, Brasil            |                                              |
| Derrota | 0-2    | Andre Mussi          | Finalização (Americana)                     | Feira Fight                      | 21 de março de 2006     | 1     | 1:30  | Rio de Janeiro, Brasil             |                                              |
| Derrota | 0-1    | Yuri Carlton         | Finalização                                 | Bahia Combat                     | 17 de fevereiro de 2006 | 1     | N/A   | Bahia, Brasil                      |                                              |